# A̛
Cette page contient des caractères spéciaux ou non latins. S’ils s’affichent mal (▯, ?, etc.), consultez la page d’aide Unicode.
A̛ (minuscule: a̛), appelé a à crochet ou a cornu, est une lettre additionnelle de l’alphabet latin utilisée dans la romanisation ADEGN 2007 de l’arabe.
Il s’agit de la lettre A diacritée d'un cornu.

## Utilisation
L’a cornu ‹ a̛ › a été utilisé comme alternative au a virgule suscrite à droite ‹ a̕ ›, pour translitérer le ʾalif maqṣūra ‹ ى › dans la romanisation de l’arabe ADEGN 2007. Elle est remplacée par l’a accent aigu dans la romanisation ADEGN 2017. Par exemple : ‹ سَاْوَى › est translitéré ‹ Salwa̛ › (ou ‹ Salwa̕ ›) avec la romanisation ADEGN 2007.

## Représentations informatiques
L’a cornu peut être représenté avec les caractères Unicode suivants :
- décomposé (latin étendu B, Alphabet phonétique international, diacritiques)

| formes    | représentations | chaînes de caractères | points de code | descriptions                                |
| --------- | --------------- | --------------------- | -------------- | ------------------------------------------- |
| capitale  | A̛               | A◌̛                    | U+0041 U+031B  | lettre majuscule latine a diacritique cornu |
| minuscule | a̛               | a◌̛                    | U+0061 U+031B  | lettre minuscule latine a diacritique cornu |